# راميش مينون
راميش مينون (14 ديسمبر 1963 في ماليزيا - ) هو لاعب كريكت ماليزي. شارك في دورة ألعاب الكومنولث 1998. وشارك مع منتخب ماليزيا الوطني للكريكت.